# Kunovec tečkovaný
Kunovec tečkovaný (Dasyurus viverrinus), známý také jako kunovec východní či zastarale šlakol tečkovaný, je středně velký masožravý vačnatec vyskytující se na Tasmánii a jeden ze 6 existujících druhů rodu Dasyurus.

## Popis
Velikostí je srovnatelný s malou kočkou domácí. Co se týče velikostí, je zde patrný pohlavní dimorfismus. Samec dosahuje celkové délky od 53 do 66 cm (z toho 20 až 28 cm připadá na ocas). Průměrná hmotnost samce je 1,1 kg. Samice jsou menší, 48 až 58 cm dlouhé (z čehož 17 až 24 cm připadá na ocas) a jejich průměrná hmotnost činí 0,7 kg. Mají protáhlý, mírně zašpičatělý čenich a vztyčené uši. Od ostatních druhů kunovců je snadno rozpoznatelný pomocí svých zadních nohou, na kterých má pouze 4 prsty (na rozdíl od 5 u zbylých 5 druhů).
Má hustý světle hnědý nebo černý kožich pokrytý bílými skvrnami. V jednom vrhu mohou být jak plavě, tak černě zbarvení jedinci. Nicméně v přežívající populaci jsou hnědí jedinci až třikrát hojnější. Skvrny mají 5 až 20 mm v průměru a jsou rozmístěny na hřbetní straně zvířete. Na rozdíl od některých jiných druhů kunovců nemá nikdy skvrny umístěny na ocase.
Samice mají poměrně mělký vak tvořený záhyby kůže. Během období rozmnožování se vak zvětší a protáhne. Vak se opět zmenší po odstavení mláďat. Ve vaku je 6 až 8 struků. Stejně jako u všech druhů kunovců mají samci na penisu masitý přívěsek. Tlusté střevo je relativně jednoduché a nerozděluje se na tlusté střevo a konečník. Nemají slepé střevo. Zajímavostí pro tento druh je, že novorozená mláďata mají spojené srdeční komory. Toto spojení však po několika málo dnech života zmizí.

## Rozšíření a stanoviště
Areál kunovce tečkovaného zahrnoval i jihovýchodní Austrálii, ale dnes se vyskytuje pouze na Tasmánii a na nedalekém ostrově Bruny Island, kde však s největší pravděpodobností není původní. Hojnější je na sušší, východní části Tasmánie. Obsazuje mnoho různých typů stanovišť včetně lesů, vřesovišť, podmáčených oblastí, pastvin a hor až do nadmořské výšky 1500 metrů nad mořem. Vyskytuje se i na zemědělské půdě nejčastěji v blízkosti lesů.

## Rozmnožování a ontogenetický vývoj
Období rozmnožování začíná na začátku zimy. Estrální cyklus trvá 34 dní a většinou se páří při prvním cyklu v roce. Po březosti dlouhé 19 až 24 dní se rodí až 20 mláďat, což je mnohem víc, než počet struků ve vaku. Proto přežívají jen ta mláďata, která se jako první přisají ke strukům. Mláďata jsou pevně přisátá ke strukům prvních 60 až 65 dní života. Srst jim začíná růst okolo 51. dne a oči poprvé otevírají až okolo 79. dne. Matka mláďata plně odstaví při jejich 150 až 165 dnech života. Pohlavně dospívají v 1 roce. V zajetí se mohou dožít i více než 7 let.

## Ekologie
Jedná se o samotářského, nočního predátora. Jeho potrava se skládá ze hmyzu, malých savců, ptáků a plazů. Je také známo, že kradou kořist ďáblům medvědovitým. Přestože se jedná o karnivora, může se i výjimečně přiživovat ovocem a trávou. Sám se také stává kořistí ďábla medvědovitého a sovy australské.
Den tráví v norách, které jsou většinou jednoduché, s jedním otvorem a slepě končící. Výjimečně mohou být nory i složitější. Každý jedinec má až 5 nor, které střídá podle toho, kde se zrovna nachází. Občas tráví noci i ve skalních štěrbinách nebo dutých kmenech.
Jsou to samotáři a mají tendenci se jeden druhému vyhýbat, i když jsou občas k vidění 2 dospělé samice pohromadě. Samci mají teritoria o přibližně 44 ha, samice menší okolo 35 ha. Teritoria samců se dramaticky rozšiřují během období rozmnožování. Teritoria si značkují pachovou stopou. Případní vetřelci jsou zaháněni syčením, kašlavými zvuky nebo specifickými ostrými výkřiky. Pokud vetřelec neodchází je pronásledován a může dojít k souboji na zadních nohou, kde protivníci bojují pomocí zubů. Specifické jemnější zvuky používá matka k udržení kontaktu s mláďaty.

## Ohrožení
Poslední zaznamenaný kunovec tečkovaný na australské pevnině byl přejet 31. ledna 1963 v Sydney. Příčiny vyhynutí pevninské populace jsou dodnes neznámé. Nebezpečí pro něj mohou představovat introdukovaní predátoři, ale dnešní populace se zdá být stabilní.

## Kunovec tečkovaný v českých zoo
Kunovec není příliš častým chovancem zoologických zahrad. V současné době tento druh chová v České republice pouze Zoo Plzeň, která je poprvé chovala mezi roky 2016 – 2018 a nově od roku 2022. V minulosti je chovala také Zoo Jihlava.